# 夯错
夯错（藏語：ཧང་མཚོ།，威利转写：hang mtsho，THL：Hang Tso）位于中国西藏自治区那曲市那曲县境内，地处那曲县西部，母各曲右岸，湖泊呈月牙状，湖面海拔4508米，湖长3.9公里，最大宽0.9公里，平均宽0.7公里，面积2.7平方公里。青藏铁路经过湖南岸。